# Jon Andrus
Jon Andrus, experto norteamericano en inmunizaciones, es el director Adjunto de la Organización Panamericana de la Salud (OPS).

## Trayectoria profesional
El posé cursos de ciencias biológicas de la Universidad Stanford, de medicina de la Universidad de California Davis, de Salud Familiar, de la Universidad de CaliforniaSan Francisco y fue residente de servicio de epidemiologia y medicina preventiva de los Centros para el Control y la Prevención de Enfermedades de Estados Unidos. Es profesor de asociado la Escuela de Medicina de la Universidad de California San Francisco y de Escuela de Medicina de la Universidad George Washington en Washington D. C. Trabajó en proyectos de erradicación de polio, inmunización y salud familiar en América Latina, América del Norte, Asia Sur-Oriental y África.
Ha publicado numerosos artículos científicos en este campo de la inmunización, la vacunología y la erradicación de la polio. Recibió recibió la Medalla de Servicio Distinguido del Departamento de Salud y Servicios Sociales de los Estados Unidos por su trabajo en la iniciativa mundial de erradicación de la poliomielitis en Asia Sur-Oriental 
el más alto galardón otorgado en el Servicio de Salud Pública de Estados Unidos.